# Christian Züchner
Christian Heinrich Züchner (* 5. September 1943 in Leipzig) ist ein deutscher Prähistoriker mit dem Schwerpunkt paläolithische Höhlenmalerei.

## Leben
Christian Züchner, Sohn des Klassischen Archäologen Wolfgang Züchner und seiner Ehefrau Rose, geb. Zahn, studierte ab dem Wintersemester 1964/65 Ur- und Frühgeschichte, Klassische Archäologie und Kunstgeschichte in Erlangen und Heidelberg. 1972 wurde er an der Universität Erlangen mit einer bei Lothar Zotz begonnenen Dissertation bei Gisela Freund promoviert. 1972/73 erhielt er das Reisestipendium des Deutschen Archäologischen Instituts. Von 1973 bis zu seinem Ruhestand 2008 war er Kustos der Sammlung des Instituts für Ur- und Frühgeschichte der Universität Erlangen.

## Schriften (Auswahl)
- Die Menschendarstellungen des französischen Jungpaläolithikums. Dissertation Erlangen 1972 (mit Lebenslauf).
- Die Kunst des Neolithikums in der Umgebung von Kelheim. Weltenburger Akademie, Abensberg 1982.
- mit Björn-Uwe Abels, Walter Sage: Oberfranken in vor- und frühgeschichtlicher Zeit. Bayerische Verlags-Anstalt, Bayreuth 1986, ISBN 3-87052-991-1.
- mit Christine Bockisch-Bräuer, Martin Nadler, Wolfgang Weißmüller, Thomas Engelhardt: Vorgeschichte im Erlanger Raum. Begleitheft zur Dauerausstellung, Hrsg. vom Stadtmuseum Erlangen, Erlangen 2002.